# Tour de Suisse 1951
Die 15. Tour de Suisse fand vom 15. bis 23. Juni 1951 statt. Sie führte über acht Etappen und eine Gesamtdistanz von 1882 Kilometern.
Die Rundfahrt startete in Zürich mit 79 Fahrern, von denen 49 Fahrer ins Ziel – ebenfalls in Zürich – kamen.
Diese Rundfahrt gilt als die „schönste und spektakulärste in der Geschichte“. An den ersten beiden Tagen ließen sich die Schweizer Rivalen Hugo Koblet und Ferdy Kübler nicht aus den Augen. Kübler gelang es, mit zwei Etappensiegen eine Minute Vorsprung herauszufahren. Auf der sechsten Etappe hatte Koblet mehrfaches Defektpech, was ihn um acht Minuten zurückwarf. Kurz vor dem Ziel attackierte Koblet nochmals, jedoch erfolglos, und Kübler erreichte bei Kälte und Regen mit mehr als vier Minuten Vorsprung die Offene Rennbahn Zürich-Oerlikon. Kurz vor der Einfahrt in die Radrennbahn gratulierte Koblet Ferdy Kübler: «Du hast gewonnen.»
Kübler gewann damit die Tour de Suisse nach 1942 und 1948 zum dritten Mal.

## Etappen
| Etappe      | Tag      | Start – Ziel     | km       | Etappensieger     | Gesamtwertung   |
| ----------- | -------- | ---------------- | -------- | ----------------- | --------------- |
| 1. Etappe   | 15. Juni | Zürich – Aarau   | 251      | Alfredo Martini   | Alfredo Martini |
| 2. Etappe A | 16. Juni | Aarau – Basel    | 135      | Ferdy Kübler      | Dino Rossi      |
| 2. Etappe B | 16. Juni | Basel – Boncourt | 65 (EZF) | Hugo Koblet       | Dino Rossi      |
| 3. Etappe   | 18. Juni | Boncourt – Bern  | 239      | Jean Goldschmit   | Dino Rossi      |
| 4. Etappe   | 19. Juni | Bern – Gstaad    | 261      | Ferdy Kübler      | Dino Rossi      |
| 5. Etappe   | 20. Juni | Gstaad – Luzern  | 208      | Dino Rossi        | Dino Rossi      |
| 6. Etappe   | 21. Juni | Luzern – Lugano  | 249      | Vittorio Rossello | Ferdy Kübler    |
| 7. Etappe   | 22. Juni | Lugano – Davos   | 240      | Hugo Koblet       | Ferdy Kübler    |
| 8. Etappe   | 23. Juni | Davos – Zürich   | 234      | Jean Goldschmit   | Ferdy Kübler    |